# Бадијали (Перуђа)
Бадијали је насеље у Италији у округу Перуђа, региону Умбрија.
Према процени из 2011. у насељу је живело 457 становника. Насеље се налази на надморској висини од 315 м.